# Sonata per a violí i piano (Janáček)
La Sonata per a violí i piano, JW VII/7 (en txec Sonáta pro housle a klavír) és una sonata composta per Leoš Janáček i estrenada el 24 d'abril de 1922 al Club dels Compositors de Moràvia de Brno, amb František Kudláček al violí i Jaroslav Kvapil al piano.

## Moviments
- Con moto
- Ballada
- Allegretto
- Adagio

## Origen i context
Aquesta és l'única sonata de Janáček que es conserva completa, i la seva creació va ser un procés difícil. Les dues sonates anteriors per a violí es van perdre, igual que una sonata per a piano. Una sonata per a violí la va presentar a un concurs del Conservatori però el jurat la va rebutjar per considerar-la «massa acadèmica». També va destruir l'últim moviment de la sonata per a piano "Des del carrer, 1 d'octubre de 1905", intentant esborrar-la del tot.
Janáček es va inspirar en l'inici de la Primera Guerra Mundial i la invasió russa d'Hongria. En el moment de l'estrena, el compositor va dir: «vaig escriure la Sonata per a violí el 1914, al començament de la guerra, quan esperàvem els russos a Moràvia» Probablement Janáček va començar a escriure la sonata el 1913 i la va finalitzar l'octubre de 1915. Però els moviments es van reestructurar i revisar diverses vegades fins a la seva publicació el 1922.
La sonata presenta l'estil madur de Janáček, amb fragments melòdics repetits i una forta influència del folklore.